# Namploh Papeuen
Namploh Papeuen is een bestuurslaag in het regentschap Bireuen van de provincie Atjeh, Indonesië. Namploh Papeuen telt 424 inwoners (volkstelling 2010).